# Зотин, Ханс
Ханс Зотин (нем. Hans Sotin; род. 10 сентября 1939, Дортмунд, Германская империя) — немецкий оперный певец (бас),  музыкальный педагог.

## Биография
Родился 10 сентября 1939 года в Дортмунде. Учился там же в Высшей школе музыки (нем. Dortmund Musikhochschule) у Фридриха Вильхельма Хетцеля (нем. Friedrich Wilhelm Hetzel) и позднее у Дитгера Якоба (нем. Dietger Jacob).
В 1962 году дебютировал в Эссене в роли полицейского комиссара в опере «Кавалер розы».
В 1964 году переехал в Гамбург, где поступил в местный оперный театр. Начав с малых ролей, вскоре став ведущим басом театра. Помимо других ролей, играл Вотана в «Золоте Рейна» и «Валькирии». Вместе с труппой театра гастролировал в Монреале, Нью-Йорке, Стокгольме и Эдинбурге.
В 1970 году выступил с ролью Зорастро («Волшебная флейта») на Глайндборнском оперном фестивале.
Выступал на сценах Лирической оперы Чикаго, Метрополитен, Фестивального театра Байройта, Венской государственной оперы, Ковент-Гарден, Ла Скала, Гранд-опера в Париже, театров Колон, Массимо Беллини, Реджо и других, в том числе многих театров Германии.
С 1992 года преподаёт в Кёльнской высшей школе музыки.
Завершил певческую карьеру в 2012 году на Фестивале Рихарда Вагнера в Вельсе.